# Storena silvicola
Storena silvicola là một loài nhện trong họ Zodariidae.
Loài này thuộc chi Storena. Storena silvicola được Lucien Berland miêu tả năm 1924.